# میخاییل سیمونوف

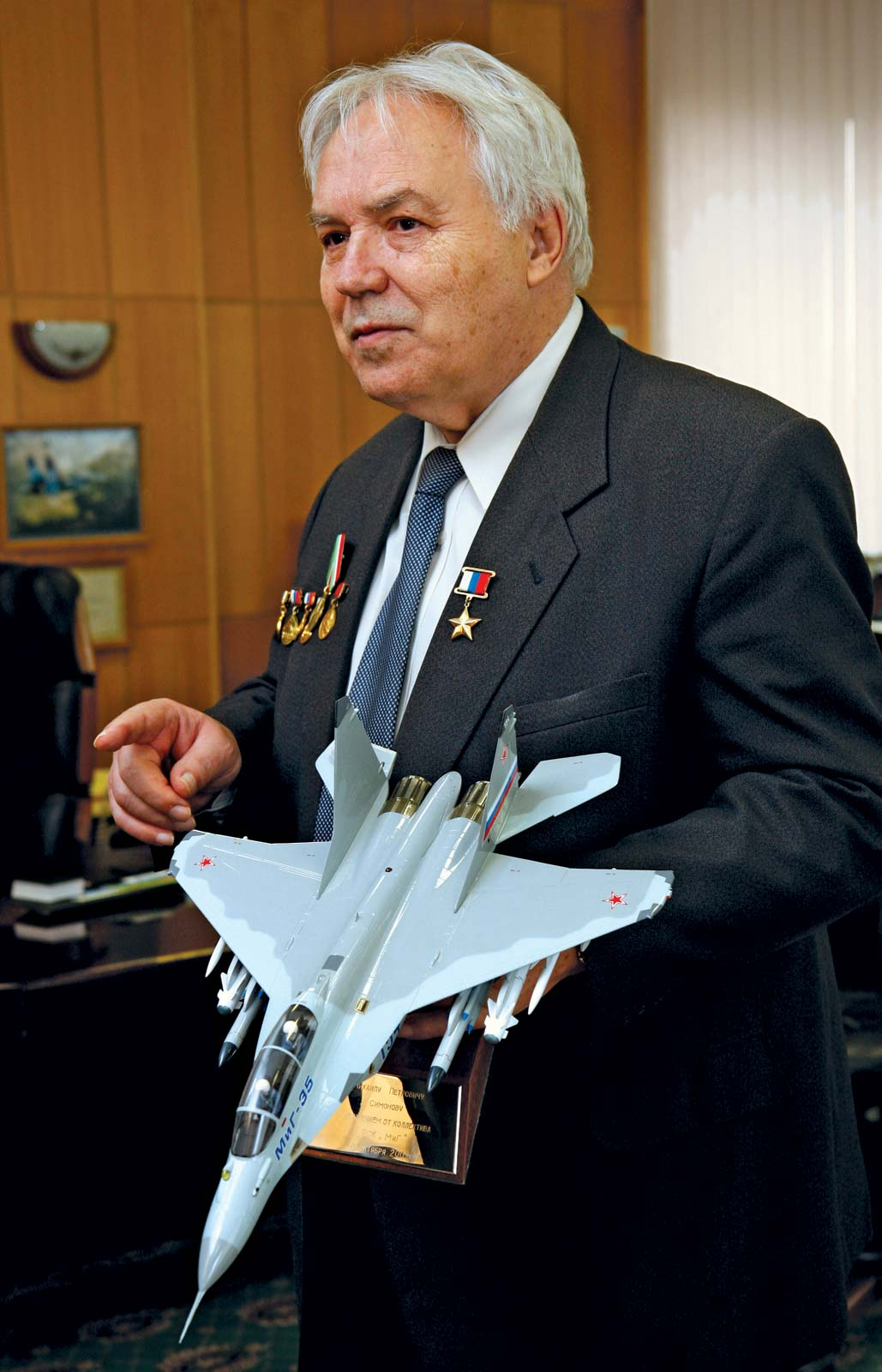
تصویری از سیمونوف

میخاییل سیمونوف (۱۹ اکتبر ۱۹۲۹ - ۴ مارس ۲۰۱۱) طراح هواپیمای روسی بود که به خاطر طراحی جنگنده-بمب‌افکن سوخو-۲۷ شناخته‌شده‌است. سوخو-۲۷، جواب اتحاد جماهیر شوروی به ساخت جنگنده اف-۱۵ ایالات متحده آمریکا بود. پس از فروپاشی شوروی در سال ۱۹۹۱، سیمونوف به خاطر شرایط اقتصادی نامناسب دولت روسیه، فروش آن را به دولت‌های بیگانه هماهنگ کرد. او در سال ۱۹۹۹، به خاطر موفقیت‌هایش عنوان قهرمان فدراسیون روسیه را بدست آورد.
سیمونوف در ۱۹ اکتبر ۱۹۲۹ در شهر بندری روستوف-نا-دونو به دنیا آمد. او در دهه ۱۹۵۰ مهندس هوانوردی شد و در ۱۹۷۰ به عنوان طراح به شرکت سوخو پیوست. او در زمان حضور در سوخو، علاوه بر جنگنده سوخو-۲۷، بمب‌افکن سوخو-۲۴ و جنگنده تهاجمی سوخو-۲۵ را نیز طراحی کرد. او در سال‌های ۱۹۷۹ تا ۱۹۸۳، معاون وزیر صنایع هواپیمایی شوروی بود.